# Campionats del món de ciclisme urbà – Trial per equips
El Trial per equips és una de les disciplines que integren els Campionats del món de ciclisme urbà organitzats anualment per l'UCI. S'ha vingut celebrant d'ençà dels campionats de 1992.
Entre 1992 i 2014, la classificació depenia dels resultats obtinguts durant les proves individuals per a cada país. A partir del 2015 es va crear una prova específica.
De 1995 a 2002 (excepte el 1997), es calculaven dues classificacions, una per 20 polzades i una per a 26 polzades. El 1992 i des del 2004 només hi ha una classificació per equips.
El 1993, 1994, 1997 i 2003 no es va disputar.
Del 2000 al 2016 van formar part dels Campionats del món de ciclisme de muntanya i trial. El 2017 van ser una de les proves que van formar, el creat de nou, Campionat del món de ciclisme urbà.

## Palmarès
| Any                      | Or                                                                                                  | Plata | Bronze                                                                                                 |
| 1992 Lorca               | Espanya                                                                                             | Suïssa                                                                                                   | França                                                                                                 |
| 1994 Zafra               | Espanya                                                                                             | Alemanya                                                                                                 | França                                                                                                 |
| 1995 Grossheubach        | Espanya                                                                                             | Alemanya                                                                                                 | Suïssa                                                                                                 |
| 1995 Grossheubach        | França                                                                                              | Alemanya                                                                                                 | Suïssa                                                                                                 |
| 1996 Zuoz                | Espanya                                                                                             | Alemanya                                                                                                 | Suïssa                                                                                                 |
| 1996 Zuoz                | França                                                                                              | Alemanya                                                                                                 | Suïssa                                                                                                 |
| 1997 Avoriaz             | Alemanya                                                                                            | Espanya                                                                                                  | Polònia                                                                                                |
| 1997 Avoriaz             | França                                                                                              | Alemanya                                                                                                 | Bèlgica                                                                                                |
| 1998 Cartagena           | Espanya                                                                                             | Polònia                                                                                                  | Alemanya                                                                                               |
| 1998 Cartagena           | França                                                                                              | Espanya                                                                                                  | Polònia                                                                                                |
| 1999 Avoriaz             | Espanya                                                                                             | Polònia                                                                                                  | Alemanya                                                                                               |
| 1999 Avoriaz             | França                                                                                              | Espanya                                                                                                  | Polònia                                                                                                |
| 2000 Sierra Nevada       | Espanya                                                                                             | Alemanya                                                                                                 | Polònia                                                                                                |
| 2000 Sierra Nevada       | França                                                                                              | Espanya                                                                                                  | Polònia                                                                                                |
| 2001 Vail                | Espanya                                                                                             | Alemanya                                                                                                 | Polònia                                                                                                |
| 2001 Vail                | França                                                                                              | Espanya                                                                                                  | Polònia                                                                                                |
| 2002 Kaprun              | França                                                                                              | Espanya                                                                                                  | Polònia                                                                                                |
| 2002 Kaprun              | França                                                                                              | Txèquia                                                                                                  | Polònia                                                                                                |
| 2004 Les Gets            | Espanya · Benito Ros · Andreu Miró · David Garcia Barriuso · Mireia Abant · Daniel Comas            | Alemanya · Marco Hösel · Stefan Lange · Ann-Christin Bettenhausen · Felix Heller · Sébastian Hoffmann    | Suïssa · Karin Moor · Sébastian Honegger · Stefan Moor · Roger Keller                                  |
| 2005 Livigno             | França · Florian Tournier · Guillaume Dunan · Julie Pesenti · Vincent Hermance · Marc Remy          | Espanya · Benito Ros · David Garcia · Mireia Abant · Daniel Comas                                        | Alemanya · Marco Hösel · Marco Thomä · Ann-Christin Bettenhausen · Wilko Brandt · Max-Christian Schrom |
| 2006 Rotorua             | França · Marc Caisso · Nicolas Vuillermot · Aurélien Fontenoy · Julie Pesenti                       | Alemanya · Marco Hösel · Marco Thomä · Sebastian Hoffmann · Ann-Christin Bettenhausen · Matthias Mhros   | Espanya · Benito Ros · Daniel Comas · Eduard Planas · Mireia Abant                                     |
| 2007 Fort William        | Espanya · Benito Ros · Eduard Planas · Daniel Comas · Andreu Miró · Mireia Abant                    | França · Marc Caisso · Kevin Aglae · Vincent Hermance · Aurélien Fontenoy · Julie Pesenti                | Alemanya · Sebastian Hoffmann · Julian Peter · Thomas Mhros · Hannes Herrmann · Elisa Brieden          |
| 2008 Val di Sole         | Espanya · Abel Mustieles · Andreu Miró · Gemma Abant · Benito Ros · Daniel Comas                    | França · Kevin Aglae · Theau Courtes · Julie Pesenti · Marc Caisso · Vincent Hermance                    | Suïssa · Loris Braun · Jérome Chapuis · Karin Moor · Stefan Moor · Roger Keller                        |
| 2009 Canberra            | Espanya · Abel Mustieles · Benito Ros · Gemma Abant · Rafael Tibau · Carles Diaz                    | França · Kevin Aglae · Aurélien Fontenoy · Julie Pesenti · Anthony Grenier · Gilles Coustellier          | Bèlgica · Roderique Timellini · Wesley Belaey · Nicolas Massart · Kenny Belaey                         |
| 2010 Mont Sainte-Anne    | Espanya · Ion Areitio · Benito Ros · Gemma Abant · Rafael Tibau · Abel Mustieles                    | França · Marius Merger · Aurélien Fontenoy · Morgan Vassor · Gilles Coustelier                           | Alemanya · Raphael Pils · Matthias Mrohs · Andrea Wesp · Robin Fix · Hannes Herrmann                   |
| 2011 Champéry            | França · Marius Merger · Gilles Coustellier · Yann Dunant · Vincent Hermance                        | Alemanya · Raphael Pils · Matthias Mrohs · Romina Fix · Robin Fix · Hannes Herrmann                      | Suïssa · Lucien Leiser · Loris Braun · Karin Moor · David Bonzon · Jérome Chapuis                      |
| 2012 Saalfelden-Leogang  | Espanya · Bernat Seuba · Benito Ros · Gemma Abant · Eloi Paré · Rafael Tibau                        | França · Maxime Muffat · Vincent Hermance · Marion Porchet · Clément Meot · Gilles Coustellier           | Alemanya · Raphael Pils · Matthias Mrohs · Andrea Wesp · Jonathan Sandritter · Hannes Herrmann         |
| 2013 Pietermaritzburg    | Espanya · Bernat Seuba · Benito Ros · Rafael Tibau · Gemma Abant                                    | França · Aurélien Fontenoy · Jeremy Descloux · Gilles Coustellier · Marion Porcher                       | Alemanya · Lucas Krell · Matthias Mrohs · Hannes Herrmann · Andrea Wesp                                |
| 2014 Lillehammer-Hafjell | Alemanya · Dominik Oswald · Raphael Pils · Moritz Mettenheimer · Hannes Herrmann · Nina Reichenbach | França · Alex Rudeau · Aurélien Fontenoy · Nicolas Vallée · Vincent Hermance · Marion Porcher            | Espanya · Oriol Roca · Abel Mustieles · Sergi Llongueras · Rafael Tibau · Gemma Abant                  |
| 2015 Vallnord            | França · Vincent Hermance · Nicolas Vallée · Manon Basseville · Nicolas Fleury · Benjamin Durville  | Suïssa · Lucien Leiser · Loris Braun · Tom Blaser · Jonas Koenig · Debi Studer                           | Alemanya · Hannes Hermann · Jannis Oing · Nina Reichenbach · Dominik Oswald · Raphael Pils             |
| 2016 Val di Sole         | França · Vincent Hermance · Alex Rudeau · Manon Basseville · Louis Grillon · Nicolas Vallée         | Espanya · Irene Caminos · Jordi Araque · Eloi Palau · Rafael Tibau · Abel Mustieles                      | Alemanya · Jonas Friedrich · Jannis Oing · Nina Reichenbach · Dominik Oswald · Raphael Pils            |
| 2017 Chengdu             | França · Vincent Hermance · Alex Rudeau · Louis Grillon · Noah Cardona · Manon Basseville           | Alemanya · Raphael Zehentner · Dominik Oswald · Jonathan Sandritter · Noah Sandritter · Nina Reichenbach | Suïssa · Lucien Leiser · Tom Blaser · Romain Bellanger · Christian Siegrist · Debi Studer              |